# Törökbálint
Törökbálint là một thành phố thuộc hạt Pest, Hungary. Thành phố này có diện tích 29,4 km², dân số năm 2010 là 13368 người, mật độ 455 người/km².